# Danielo Núñez
Luis Danielo Núñez Maciel (Melo, Uruguay, 25 de octubre de 1964) más conocido como Danielo Núñez, es director técnico uruguayo. Actualmente dirige al Cerro Largo en la Primera division del futbol Uruguayo. 
Es el entrenador con más partidos dirigidos en la historia de Cerro Largo F.C., logrando por primera vez las clasificaciones a la Copa Sudamericana en 2012 y la Copa Libertadores en 2020.

## Carrera
Comienza su carrera de director técnico con tan sólo 17 años en el Melo Wanderers, club en el cual jugaba. A los 19 años dirige a la selección juvenil de su departamento y dos años más tarde pasa a la mayor. Posteriormente, pasa por otros clubes de su departamento para después asumir al Cerro Largo F.C. que disputa el Campeonato Uruguayo de Fútbol. Con el equipo arachán logra los dos ascensos a Primera División y posteriormente la clasificación a la Copa Sudamericana 2012. Durante el Apertura 2012, Danielo deja la conducción del equipo, pero regresa para el inicio del Clausura 2013.

## Estadísticas como entrenador
- Actualizado hasta el 31 de diciembre de 2023.

| Club                  | Desde                   | Hasta                   | PJ  | PG  | PE | PP  | GF  | GC  | GD  | Rendimiento |
| --------------------- | ----------------------- | ----------------------- | --- | --- | -- | --- | --- | --- | --- | ----------- |
| Cerro Largo · Uruguay | 1 de enero de 2008      | 8 de junio de 2008      | 22  | 6   | 5  | 11  | 21  | 34  | −13 | 34.85%      |
| Cerro Largo · Uruguay | 1 de agosto de 2011     | 29 de octubre de 2012   | 41  | 16  | 11 | 14  | 57  | 53  | +4  | 47.96%      |
| Cerro Largo · Uruguay | 1 de enero de 2013      | 7 de junio de 2013      | 15  | 4   | 3  | 8   | 17  | 20  | −3  | 33.34%      |
| Cerro Largo · Uruguay | 3 de abril de 2014      | 15 de marzo de 2015     | 22  | 6   | 4  | 12  | 20  | 32  | −12 | 33.33%      |
| Cerro Largo · Uruguay | 27 de enero de 2018     | 23 de abril de 2022     | 146 | 60  | 45 | 41  | 185 | 154 | +31 | 51.37%      |
| Cerro · Uruguay       | 8 de septiembre de 2022 | 4 de abril de 2023      | 16  | 5   | 5  | 6   | 15  | 19  | -4  | 41.67%      |
| Bella Vista · Uruguay | 19 de junio de 2023     | 31 de diciembre de 2023 | 20  | 6   | 4  | 10  | 18  | 29  | -11 | 36.67%      |
| Cerro Largo · Uruguay | 27 de julio de 2024     | Presente                |     |     |    |     |     |     |     |             |
| Cerro Largo · Uruguay | Total club              | Total club              | 246 | 92  | 68 | 86  | 300 | 293 | +7  | 46.61%      |
| Total en su carrera   | Total en su carrera     | Total en su carrera     | 282 | 103 | 77 | 102 | 333 | 341 | -8  | 46.61%      |

## Palmarés

### Torneos nacionales
| Título                                  | Club        | Sede    | Año  |
| --------------------------------------- | ----------- | ------- | ---- |
| Campeonato Uruguayo de Segunda División | Cerro Largo | Uruguay | 2018 |

#### Otros Logros
Accenso a Primera división con Cerro Largo en la temporada 2007-08
  Accenso a Primera división con Cerro Largo en la temporada 2010-11
  Accenso a Primera división con Cerro Largo en la temporada 2018
   Accenso a Primera división  con  C A Cerro  en la temporada 2022